# The Song Remains the Same (film)
The Song Remains the Same è un film concerto del 1976 dei Led Zeppelin, diretto da Peter Clifton e Joe Massot; si basa sulle riprese dei concerti tenuti dal gruppo al Madison Square Garden di New York del 27-28-29 luglio 1973, durante il tour nordamericano per la promozione del loro album Houses of the Holy.
Dopo la proiezione nei cinema, il film fu distribuito in commercio, inizialmente in VHS, quindi (nel 1999) in DVD. Nel 2007 ne venne pubblicata una versione rimasterizzata per migliorare la qualità sonora e visiva, con aggiunti dei contenuti speciali.

## Produzione
Nel 1973 i Led Zeppelin decisero di riprendere i tre concerti che avrebbero tenuto al Madison Square Garden. Sfortunatamente il giovane regista Joe Massot calcolò male la quantità di pellicola per registrare il tutto, così si accorsero che mancavano alcune scene fondamentali. In seguito i Led Zeppelin stessi, per colmare queste lacune, si fecero filmare in una serie di scene del tutto estranee ai concerti, dove vestivano i panni di vari personaggi, per cui chiesero nuovamente aiuto a Massot. Alla fine però questi venne licenziato e i quattro musicisti si affidarono al regista australiano Peter Clifton, che li convinse a registrare negli Shepperton Studios per suonare in playback e recuperare altre scene. Gli Zeppelin affidarono poi i montaggi al regista per completare il film. Tutte le prove delle sequenze successive ai concerti vennero registrare il 10 ottobre 1973, mentre la scena dell'eremita di Jimmy Page venne registrata il 10 e 11 dicembre 1973. Lì per lì il progetto venne ostacolato quando il sindacato locale tentò di bloccare la troupe ma gli avvocati del gruppo negoziarono con esso, permettendo così alla troupe di registrare.
I filmati della band appena atterrata e a bordo delle limousine seguite dalla polizia vennero registrati a Pittsburgh, prima del concerto al Three Rives Stadium del 24 luglio 1973. Per facilitare le registrazioni la band, a eccezione di Jimmy Page e John Paul Jones, usò gli stessi abiti in tutti e tre i concerti. In un'intervista del 1997 John Paul Jones dichiarò che il motivo per cui non indossò gli stessi abiti fu che chiese alla troupe se sarebbero stati filmati durante i concerti e gli fu risposto di no. "Pensai di non preoccuparmi, conserverò gli abiti usati la notte precedente per le prossime riprese".
La popolarità dei Led Zeppelin era notevolmente aumentata a partire dal 1970, e il produttore Peter Grant iniziò a diventare famoso per la sua brutalità, al fine di proteggere la band. Nel film ci sono scene in cui Grant litiga con un promoter del concerto. In queste scene Grant fa anche un uso di parolacce; la Warner Bros. decise di approvare il film alla condizione che le parole venissero censurate. Clifton utilizzò quindi una stampa ottica e censurò le parole rendendole inascoltabili, permettendo la visione del film a tutti. Tuttavia nelle altre edizioni del film sono state eliminate le censure. Nella scena in cui Grant si trova a bordo di un'auto della polizia che si dirige verso la stazione di polizia per essere interrogato sul furto della cassetta di sicurezza al Drake Hotel, ha un braccio fuori dall'auto. Nel 1989 rivelò il motivo per cui non è stato ammanettato: Il poliziotto che guidava la macchina era un batterista di una band semi professionista che ha fatto da supporto agli Yardbirds nei college americani nel loro tour estivo del 1960 (dato che Grant è stato manager degli Yardbirds). Il furto al Drake Hotel è rimasto irrisolto e nessuno è stato incolpato.
Le scena nella quale alcuni poliziotti rincorrono un intruso a torso nudo e quella nella quale Grant rimprovera un promoter del concerto per avere preso delle mazzette sono state entrambe filmate al Civic Center di Baltimora nel 23 luglio 1973. Grant probabilmente raccomandò, nella scena in cui c'è uno zoom negli occhi di Page durante Dazed And Confused, di mostrare la scena di inseguimento dell'intruso. Ci sono altre scene registrate nel backstage che verranno poi utilizzate nel video promozionale di Travelling Riverside Blues del 1990.

## Sequenze successive e pubblicazione
Fu Grant, insoddisfatto dai progressi con il film, a licenziare Massot sostituendolo con Clifton nel 1974. Massot ricevette un compenso di poche migliaia di sterline. In seguito Grant mandò qualcuno a prendere le riprese alla casa di Massot, che nascose da qualche parte e così fu deciso che una macchina da presa costosissima di Massot venne presa come garanzia. Massot usò un atto di citazione la quale causò un periodo di stallo nella lavorazione del film, che venne rotto quando Grant e l'avvocato dei Led Zeppelin Steve Weiss accettarono di pagare la somma dovuta a Massot, dopodiché consegnò il film. Massot non fu invitato alla première del film a New York ma ci andò lo stesso comprando un biglietto.
Clifton si rese conto che c'erano molte lacune nelle registrazioni, così suggerì di ricreare il Madison Square Garden agli Shepperton Studios del Surrey nell'agosto del 1974 per registrare le scene mancanti. Le registrazioni della band effettuate a Shepperton slittano poi alle registrazioni originali permettendo di completare il film. Quando la band accettò di registrare le scene mancanti a Shepperton, John Paul Jones aveva nel frattempo tagliato i capelli e fu costretto a indossare una parrucca. I denti di Robert Plant furono sistemati tra le registrazioni del 1973-1974. In un'intervista Jimmy Page ricordò gli eventi accaduti durante le registrazioni a Shepperton:
"Sono una specie di mimo nelle registrazioni effettuate a Shepperton, ma ovviamente, avevo una rozza approssimazione di quello che avevo suonato nei concerti. Quindi i filmati che ne uscirono fuori furono un po' imperfetti."
Programmarono di registrare altre scene nell'autunno del 1975, ma Plant ebbe un incidente in Grecia.
Nel 1976 la Atlantic Records programmò una proiezione del film a mezzanotte prima della sua pubblicazione, dove il presidente dell'etichetta Ahmet Ertegün si addormentò.
The Song Remains The Same venne finalmente completato nel 1976, ritardando la sua uscita di diciotto mesi. In seguito Peter Grant dichiarò: "È il più costoso film autoprodotto mai realizzato". Nella prima settimana il film guadagnò 200.000 sterline al botteghino.
A seguito del completamento del film gli Zeppelin litigarono con Clifton. Sospettarono che Clifton avesse rubato i negativi del film; Grant ordinò che la sua casa venisse setacciata per ritrovarli. Trovarono diverse registrazioni, ma non erano altro che una raccolta di registrazioni migliori che Clifton voleva dare alla band come regalo. Clifton venne pure infastidito sulla decisione di rimuovere dai crediti del film le persone che lavorarono con gli editing ed effetti. A differenza di Massot Clifton venne invitato alla première sia di New York che di Londra.

## Peter Grant e Richard Cole
Peter Grant e Richard Cole sono stati filmati come sicari che si dirigevano nei pressi dell'Hammerwood Park nel Sussex a bordo di una Pierce-Arrow. In questa scena c'è anche Roy Harper che però compare come ospite non accreditato interpretando la parte di uno degli avidi milionari in una riunione di affari delle multinazionali. Massot decise di affidare i ruoli di sicari a Grant e Cole che, essendo i manager dei Led Zeppelin, simboleggiano nel prendere decisioni difficili nel business che hanno preso al nome della band. La donna con la sciarpa che è nella macchina con Grant è sua moglie Gloria. Inizialmente Massot pensò di riprendere Grant che camminava vicino a una collezione di automobili d'epoca, ma l'idea fu subito abbandonata.

## John Paul Jones
John Paul Jones viene dapprima ritratto mentre racconta alle sue tre figlie la storia di Jack e i fagioli magici, poi viene filmato con la moglie la quale lo avverte che Peter Grant gli aveva lasciato una lettera con le date dei concerti al Madison Square Garden a New York, Jones rimane inizialmente entusiasta per la notizia, poi subito dopo sbigottito, in quanto il tour sarebbe iniziato l'indomani. La sua sequenza immaginaria è principalmente una reinterpretazione del film Doctor Syn, dove Jones suona un organo a canne e poi interpreta un personaggio mascherato, conosciuto come "lo spaventapasseri", che gira a cavallo assieme ad altri tre uomini sempre in maschera (un riferimento questo agli altri membri della band), mentre ritorna a casa dalla sua famiglia nel Sussex. Verso la fine della sequenza compaiono anche Charlotte Martin e Scarlet Page, rispettivamente fidanzata e figlia del chitarrista. Le registrazioni iniziali della sequenza immaginaria, dove Jones suona l'organo, sono state fatte all'Alexandra Palace e possiamo vedere la scena all'inizio dell'assolo con il Fender Rhodes in No Quarter.

## Robert Plant
Inizialmente Plant si trova nella sua fattoria nel Galles con la moglie Maureen e i figli Karac e Carmen. Nella sequenza immaginaria -una sua personale ricerca del Santo Graal- è un cavaliere che deve salvare una fanciulla (interpretata da Virginia Parker). Le scene del combattimento sono state girate al Raglan Castle nel Galles, mentre Aberdyfi è il set utilizzato per le altre scene in cui Plant compare su una spiaggia. Le riprese sono precedute rispettivamente dall'introduzione strumenteale di The Song Remains the Same e da The Rain Song.

## Jimmy Page
Page è filmato mentre è seduto vicino al lago di Plumpton, intento a suonare alla ghironda il motivo di Autumn Lake (mai registrato in studio). Nella sua scena immaginaria sta scalando una montagna vicino alla Boleskine House, nei dintorni di Loch Ness; raggiunta la cima, si imbatte in un eremita che si rivelerà essere ancora lui. Questa particolare scena significa che Jimmy Page si trovava entro una sorta di missione in cui voleva illuminare se stesso. Va ricordato che Page nutriva una grande passione per l'occulto, e l'eremita è un personaggio molto illustre nelle carte dei tarocchi. L'effetto di invecchiamento del viso era stato ottenuto grazie a un calco della faccia di Page. Nel film, le scene compaiono durante l'assolo di chitarra suonata con l'archetto di violino in Dazed and Confused.

## John Bonham
All'inizio del film John Bonham interpreta a sua volta un gangster insieme a Richard Cole e Peter Grant. Successivamente viene filmato con una motocicletta in una foresta da cui si allontana per fare ritorno acasa dalla sua famiglia. A differenza dei compagni, Bonham non ha qui una vera e propria sequenza immaginaria in stile onirico o trascendente; lo si vede in una serie di brevi registrazioni che mettono in luce piuttosto i suoi hobby e le sue passioni: giocare a biliardo, suonare con suo figlio Jason, correre ad alta velocità su una pista da drag racing, occuparsi della fattoria. Ma la cosa che preferiva di più era stare con la moglie e i figli. 
Pare che in momenti di tristezza dovuti alla distanza dai propri cari, il musicista, dandosi all'alcool, quasi diventasse un'altra persona, anche estremamente violenta fino ad alzare le mani su chiunque, salvo provare sensi di colpa dopo essersi reso conto di quanto aveva combinato. Le sue sequenze sono visibili all'inizio di Moby Dick.

## Versione del 2007
Il 20 novembre 2007 la Warner Brothers annunciò che avrebbero rimasterizzato il film con la supervisione di Jimmy Page. Ne fu pubblicata una riedizione in Blu-ray con registrazioni a 1080p e Dolby Surround 5.1, e con oltre 40 minuti di materiale inedito; in particolare furono aggiunti i brani The Ocean, Misty Mountain Hop, Celebration Day, Over the Hills and Far Away, quindi un'intervista di Robert Plant e Peter Grant alla BBC, un notiziario stampa della Tampa del 1973 e il trailer originale del film, il tutto registrato a 480p o 480i. Venne confezionato un imponemte box set contenente due DVD con contenuti speciali, T-Shirt con la cover dell'album originale, i cartelli dello show di New York e diverse fotografie. L'ingegnere del suono Kevin Shirley rimissò completamente i tre concerti in modo da ottenere un sincrono migliore con le scene filmate. Con questa release il film e l'album hanno una maggiore aderenza di contenuti. Tuttavia il disco doppio riporta la scaletta completa organizzata con la stessa tracklist originale dei concerti, a eccezione di The Ocean.
Il 25 marzo 2024 la italiana Nexo Digital ha riproposto nelle sale il film con la collaborazione della Warner, con video e audio rimasterizzati (quest'ultimo dai membri della band) per tre giorni; al trailer del film hanno prestato le proprie voci i djs di Radio Capital Luca De Gennaro e Mixo.

## Reazioni della critica e popolarità
Per la première del film a New York, il cinema era stato attrezzato con un sistema sonoro quadrifonico noleggiato dallo Showco (un fornitore di apparecchiature sonore). Per le première della West Coast invece la quadrifonia non venne utilizzata. A queste proiezioni, inclusa quella di Londra, la band era sempre presente. Il film incassò dieci milioni di dollari nel 1977. La critica lo recensì comunque negativamente per via della produzione amatoriale che ne era alla base e per i contenuti autoindulgenti (le critiche più dure riguardavano proprio le sequenze immaginarie). Inoltre il film fu un fallimento in Inghilterra, dove la band non avrebbe suonato per due anni a causa dell'esilio fiscale in cui i membri erano coinvolti, ragion per cui il gruppo non poté nemmeno promuovere il film in patria. Tuttavia la pellicola ha mantenuto la sua popolarità, essendo all'epoca l'unico titolo ufficiale (film e disco) della band con materiali dal vivo (solo molti anni dopo sarebbero usciti il ricco DVD Led Zeppelin a cura dello stesso Page, contenente il concerto alla Royal Albert Hall, alcuni scarti da The Song Remains The Same e diversi altri filmati, e l'album How The West Was Won). Negli anni fu molto trasmesso tra le proiezioni notturne, e la successiva pubblicazione in DVD ne incrementò la popolarità. Al di là di tutto ciò, esso rappresenta indubbiamente bene gli alti standard delle performance live dei Led Zeppelin.
Jimmy Page, nel 1976, dichiarò: "The Song Remains The Same non è un gran film, ma non c'è motivo di trovare scuse. È solo una ragionevolmente onesta dichiarazione di come suonavamo all'epoca. Per me è molto difficile guardarlo ora, ma mi piacerebbe riguardarlo tra un anno solo per vedere come si tiene in piedi". Tuttavia gli altri membri della band non furono altrettanto indulgenti: John Paul Jones dichiarò che il film era "un massiccio compromesso", Robert Plant invece lo liquidò come "un mucchio di cazzate". 
Malgrado i vari problemi tecnici, oggi The Song Remains The Same è inteso da molti come un interessante documento storico che immortala il gruppo a un particolare momento del proprio percorso, in cui era di fatto al picco della popolarità; più in generale è visto come una rappresentazione degli eccessi musicali e dell'industria dello show business degli anni settanta. In un'intervista a James McNair per l'edizione del 2007 del film, questi gli diede quattro stelle su cinque, e dichiarò: "La buona notizia è che Jimmy Page e il tecnico del suono Kevin Shirley hanno fatto un lavoro meticoloso sul controllo di qualità. Le tre notti del luglio del 1973 al Madison Square Garden usate nella colonna sonora originale sono state saccheggiate di nuovo... In verità il DVD del 2003 contiene delle migliori performance live, ma se vuoi vedere i Led Zeppelin nel loro assurdo, The Song Remains The Same è il numero uno".

## Cast
Led Zeppelin:
- John Paul Jones
- John Bonham
- Jimmy Page
- Robert Plant

Manager:
- Peter Grant
- Richard Cole

Cast aggiuntivo(sequenze immaginarie No Quarter)
- Scarlett Page
- Lori Maddox
- Charlotte Martin

## Registi, tecnici e operatori
- Peter Clifton - regista
- Joe Massot - regista
- Brian Condiffle - tecnico
- Cameron Crowe - note di copertina
- Ernie Day - operatore della macchina da presa
- Robert Freeman - operatore della macchina da presa
- David Gladwell – editor
- Peter Grant – produttore esecutivo
- Mick Hinton – tecnico
- Eddie Kramer – ingegnere del suono
- Ian Knight – effetti visivi e di illuminazione
- Benji Le Fevre – tecnico
- Shelly – effetti speciali
- Ray Thomas – tecnico
- Steven Weiss – bodyguard
- Kirby Wyatt – effetti visivi e di illuminazione